# Louise (Texas)
Louise is een plaats (census-designated place) in de Amerikaanse staat Texas, en valt bestuurlijk gezien onder Wharton County.

## Demografie
Bij de volkstelling in 2000 werd het aantal inwoners vastgesteld op 977.

## Geografie
Volgens het United States Census Bureau beslaat de plaats een oppervlakte van
17,2 km², geheel bestaande uit land. Louise ligt op ongeveer 26 m boven zeeniveau.

## Plaatsen in de nabije omgeving
De onderstaande figuur toont nabijgelegen plaatsen in een straal van 32 km rond Louise.